# Lacy J. Dalton
Lacy J. Dalton, pseudonimo di Jill Lynne Byrem (Bloomsburg, 13 ottobre 1946), è una cantautrice statunitense.

## Biografia
Nel corso della sua carriera Lacy J. Dalton ha accumulato dieci ingressi nella Top Country Albums e venticinque nella Hot Country Songs (tra cui sette top ten).

## Discografia

### Album in studio
- 1978 – Jill Croston
- 1980 – Lacy J. Dalton
- 1980 – Hard Times
- 1981 – Takin' It Easy
- 1982 – 16th Avenue
- 1983 – Dream Baby
- 1985 – Can't Run Away from Your Heart
- 1986 – Highway Diner
- 1987 – Blue Eyed Blues
- 1989 – Survivor
- 1990 – Lacy J.
- 1991 – Crazy Love
- 1992 – Chains on the Wind
- 1995 – Somethin' Special
- 1998 – Pure Country
- 1999 – Wild Horse Crossing
- 2000 – Anthology
- 2001 – Country Classics
- 2004 – The Last Wild Place
- 2006 – The Last Wild Place Anthology
- 2010 – Here's To Hank

### Raccolte
- 1983 – Greatest Hits
- 1993 – The Best of Lacy J. Dalton
- 2006 – The Last Wild Place Anthology

### Singoli
- 1979 – Crazy Blue Eyes
- 1980 – The Tennessee Waltz
- 1980 – Losing Kind of Love
- 1980 – Hard Times
- 1980 – Hillbilly Girl with the Blues
- 1981 – Whisper
- 1981 – Takin' It Easy
- 1981 – Everybody Makes Mistakes
- 1982 – Slow Down
- 1982 – 16th Avenue
- 1983 – Dream Baby (How Long Must I Dream)
- 1983 – Windin' Down
- 1983 – It's a Dirty Job (con Bobby Bare)
- 1984 – If That Ain't Love
- 1985 – You Can't Run Away from Your Heart
- 1985 – The Night Has a Heart of Its Own
- 1985 – Size Seven Round (Made of Gold) (con George Jones)
- 1986 – Don't Fall in Love with Me
- 1986 – Working Class Man
- 1986 – This Ol' Town
- 1989 – The Heart
- 1989 – I'm a Survivor
- 1989 – Hard Luck Ace
- 1990 – Black Coffee
- 1990 – Where Did We Go Right
- 1990 – Lonesome (As the Night Is Long)
- 1991 – Forever in My Heart
- 1991 – Lightnin' Strikes a Good Man
- 1991 – The Deal
- 1992 – Bye Bye Love (con Eddie Rabbitt)
- 2004 – Slip Away
- 2013 – Next to Me